# Stefan Ortega
Stefan Ortega Moreno (Hofgeismar, 1992. november 6. –) német labdarúgó, a Manchester City játékosa.

## Pályafutása

### Klubcsapatokban
A Jahn Calden, a KSV Baunatal és a Hessen Kassel korosztályos csapataiban nevelkedett 2007-ig, majd innen az Arminia Bielefeldhez került. 2010. szeptember 11-én mutatkozott be a második csapatban az Eintracht Trier elleni bajnoki mérkőzésen. 2011. október 1-jén az első csapatban is bemutatkozott az 1. FC Heidenheim elleni harmadosztályú bajnoki találkozón. A 2012–13-as szezon végén további két évvel meghosszabbították a szerződését.
2014 júniusában a TSV 1860 München csapatába igazolt, ingyen. Augusztus 17-én mutatkozott be a kupában a Holstein Kiel ellen 2–1-re megnyert mérkőzésen. A hónap végén Király Gábor az angol Fulham csapatába igazolt, így Ortega lett a klub első számú kapusa. A 2016–17-es szezont követően visszatért az Arminia Bielefeldhez. 2020 januárjában 2022 júniusáig meghosszabbította a szerződését a Bayer 04 Leverkusen érdeklődése miatt.
2022. július 1-jén az angol Manchester City csapata jelentette be, hogy szabadon igazolható játékosként 2025-ig szóló kontraktust kötöttek vele.

### A válogatottban
Édesapja spanyol, míg édesanyja német származású. 2010 és 2011 között többször is a kispadon kapott lehetőséget az U19-es nemzeti válogatottban, de pályára nem lépett. 2021. május 21-én tartalék kapusként nevezték meg, ha a 2020-as labdarúgó-Európa-bajnokságon résztvevő kapusok megsérülnének.

## Statisztika
2022. május 14-i állapot szerint.
| Klub                 | Szezon   | Bajnokság           | Bajnokság | Bajnokság | Kupa  | Kupa | Nemzetközi | Nemzetközi | Egyéb | Egyéb | Összesen | Összesen |
| Klub                 | Szezon   | Osztály             | Mérk.     | Gól       | Mérk. | Gól  | Mérk.      | Gól        | Mérk. | Gól   | Mérk.    | Gól      |
| -------------------- | -------- | ------------------- | --------- | --------- | ----- | ---- | ---------- | ---------- | ----- | ----- | -------- | -------- |
| Arminia Bielefeld II | 2016–17  | Regionalliga Bayern | 6         | 0         | –     | –    | –          | –          | –     | –     | 6        | 0        |
| Arminia Bielefeld II | Összesen | Összesen            | 6         | 0         | 0     | 0    | 0          | 0          | 0     | 0     | 6        | 0        |
| Arminia Bielefeld    | 2011–12  | 3. Liga             | 20        | 0         | 0     | 0    | –          | –          | 4     | 0     | 24       | 0        |
| Arminia Bielefeld    | 2012–13  | 3. Liga             | 1         | 0         | 0     | 0    | –          | –          | 5     | 0     | 6        | 0        |
| Arminia Bielefeld    | 2013–14  | Bundesliga 2        | 15        | 0         | 1     | 0    | –          | –          | 2     | 0     | 18       | 0        |
| Arminia Bielefeld    | Összesen | Összesen            | 36        | 0         | 1     | 0    | 0          | 0          | 11    | 0     | 48       | 0        |
| TSV 1860 München     | 2014–15  | Bundesliga 2        | 20        | 0         | 2     | 0    | –          | –          | 0     | 0     | 20       | 0        |
| TSV 1860 München     | 2015–16  | Bundesliga 2        | 15        | 0         | 3     | 0    | –          | –          | –     | –     | 18       | 0        |
| TSV 1860 München     | 2016–17  | Bundesliga 2        | 21        | 0         | 1     | 0    | –          | –          | 2     | 0     | 24       | 0        |
| TSV 1860 München     | Összesen | Összesen            | 56        | 0         | 6     | 0    | 0          | 0          | 2     | 0     | 64       | 0        |
| TSV 1860 München II  | 2016–17  | Regionalliga Bayern | 2         | 0         | –     | –    | –          | –          | –     | –     | 2        | 0        |
| TSV 1860 München II  | Összesen | Összesen            | 2         | 0         | 0     | 0    | 0          | 0          | 0     | 0     | 2        | 0        |
| Arminia Bielefeld    | 2017–18  | Bundesliga 2        | 34        | 0         | 1     | 0    | –          | –          | –     | –     | 35       | 0        |
| Arminia Bielefeld    | 2018–19  | Bundesliga 2        | 31        | 0         | 0     | 0    | –          | –          | –     | –     | 31       | 0        |
| Arminia Bielefeld    | 2019–20  | Bundesliga 2        | 34        | 0         | 2     | 0    | –          | –          | –     | –     | 36       | 0        |
| Arminia Bielefeld    | 2020–21  | Bundesliga          | 34        | 0         | 1     | 0    | –          | –          | –     | –     | 35       | 0        |
| Arminia Bielefeld    | 2021–22  | Bundesliga          | 33        | 0         | 2     | 0    | –          | –          | –     | –     | 35       | 0        |
| Arminia Bielefeld    | Összesen | Összesen            | 166       | 0         | 6     | 0    | 0          | 0          | 0     | 0     | 172      | 0        |
| Manchester City      | 2022–23  | Premier League      | 0         | 0         | 0     | 0    | 0          | 0          | 0     | 0     | 0        | 0        |
| Manchester City      | Összesen | Összesen            | 0         | 0         | 0     | 0    | 0          | 0          | 0     | 0     | 0        | 0        |
| Összesen             | Összesen | Összesen            | 266       | 0         | 13    | 0    | 0          | 0          | 13    | 0     | 292      | 0        |

1. ↑  Magában foglalja az Westfalenpokalban és rájátszásban való pályára lépeseit is.

## Sikerei, díjai
- Arminia Bielefeld
  - Bundesliga 2: 2019–20
  - Westfalenpokal: 2011–12, 2012–13
- Manchester City
  - Premier League: 2022–23, 2023–24
  - FA-kupa: 2022–23
  - UEFA-bajnokok ligája: 2022–23